# Ardices quinquefascia
Ardices quinquefascia är en fjärilsart som beskrevs av Lucas 1890. Ardices quinquefascia ingår i släktet Ardices och familjen björnspinnare. Inga underarter finns listade i Catalogue of Life.